# Bombylius helvus
Bombylius helvus är en tvåvingeart som beskrevs av Christian Rudolph Wilhelm Wiedemann 1821. Bombylius helvus ingår i släktet Bombylius och familjen svävflugor. Inga underarter finns listade i Catalogue of Life.